# Avalanche (canción de Bring Me the Horizon)
Avalanche es una canción de la banda de rock británica Bring Me the Horizon. Fue producida por el teclista Jordan Fish y el vocalista Oliver Sykes, apareció en el quinto álbum de estudio That's the Spirit. La canción también fue lanzada como el sexto sencillo del álbum el 27 de junio de 2016, alcanzando el número 97 en el UK Singles Chart y el número siete en el UK Rock & Metal Singles Chart.

## Lanzamiento y promoción
La primera vista previa de "Avalanche" se lanzó el 31 de agosto de 2015 en forma de un avance de 30 segundos, junto con otro de la canción "What You Need". La canción completa se estrenó en el programa de Annie Mac en BBC Radio 1 el 9 de septiembre, dos días antes del lanzamiento de That's the Spirit. "Avalanche" no se tocó en vivo hasta el 22 de abril de 2016, cuando recibió su debut en vivo (junto con la canción de cierre de That's the Spirit "Oh No") en la actuación histórica de la banda en el Royal Albert Hall con la Parallax Orchestra, que fue grabada para su lanzamiento en vivo de Live at the Royal Albert Hall de diciembre. Desde este show, la canción ha hecho varias apariciones en las listas de canciones en vivo de la banda.

## Video musical
El video musical de "Avalanche" fue lanzado el 23 de junio de 2016. Dirigido por Tom Sykes, hermano del vocalista de la banda, Oliver, presenta imágenes de la banda tocando en vivo en varios espectáculos a lo largo de principios de 2016, incluido el espectáculo histórico en el Royal Albert Hall en abril. Chad Childers de Loudwire señaló que el video "presenta una mezcla de tomas diurnas y nocturnas, y las actuaciones nocturnas les dan a los espectadores un vistazo de la pared de luz que normalmente respalda a la banda en el escenario. También se ve la energía y la vibra de Bring Me the Horizon, completo con una multitud que se separa y pone en escena un muro de la muerte". Hablando sobre el video, el director Sykes describió el proceso de producción como "mucho trabajo pero extremadamente gratificante", y agregó que los hermanos habían creado posteriormente una empresa llamada Fun Blood para trabajar juntos en más proyectos en el futuro.

## Posicionamiento en lista
| Lista (2015)                      | Posiciones |
| --------------------------------- | ---------- |
| UK Singles (OCC)                  | 97         |
| UK Rock & Metal Singles (OCC)     | 7          |
| US Twitter Top Tracks (Billboard) | 32         |